# Сан Марко (Латина)
Сан Марко је насеље у Италији у округу Латина, региону Лацио.
Према процени из 2011. у насељу је живело 96 становника. Насеље се налази на надморској висини од 9 м.